# John Ashcroft
John Ashcroft (født 9. maj 1942 i Chicago, USA) er en amerikansk jurist og republikansk politiker, der var USA's 79. justitsminister fra 2001 til 2005. Han har tidligere været senator for Missouri fra 1995 til 2001, hvor han også var guvernør fra 1985 til 1993.
John Ashcroft blev ikke genvalgt som senator i 2000, da han tabte til Demokraten Mel Carnahan, der var død godt to uger før valget. 